# Sela pri Dragatušu
Séla pri Dragatúšu je naselje v Sloveniji.

## Geografija
Povprečna nadmorska višina naselja je 160 m.
Pomembnejša bližnja naselja so: Dragatuš (1,5 km),Obrh (1,5 km), Kvasica (1,5 km) in Črnomelj (7 km).
Naselje sestavljajo zaselki: Gornja Sela in Dolnja Sela.